# Benjamin Friedman
Benjamin Morton Friedman (1944) è un economista statunitense.
Friedman è Professore di Economia Politica "William Joseph Maier" all'Università di Harvard; è un membro del Council on Foreign Relations, del Panel on Economic Activity del Brookings Institute, e fa parte della redazione dell'Encyclopædia Britannica.
Friedman studia la teoria delle aspettative razionali, sostenendo che esse debbano essere rapportate al lungo periodo.

## Biografia
Friedman ha conseguito i suoi Bachelor's Degree, Master's Degree e Dottorato di Ricerca in Economia all'Università di Harvard. Ha anche ottenuto un MSc in Economia e Politica dal King's College dell'Università di Cambridge tramite la Marshall Scholarship. Ha fatto parte del corpo docente di Harvard dal 1972. Oggi, Friedman è un membro del Committee on Capital Markets Regulation.